# Candona sharpei
Candona sharpei är en kräftdjursart som beskrevs av Clarence Clayton Hoff 1942. Candona sharpei ingår i släktet Candona och familjen Candonidae. Inga underarter finns listade.